# Doctrina Mitterrand

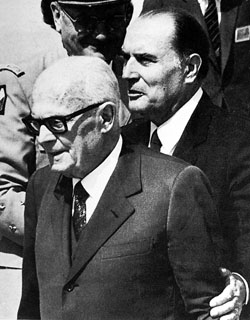
Mitterrand y Sandro Pertini en 1982.

La Doctrina Miterrand es una expresión que hace referencia al compromiso tomado en 1985 por el entonces presidente socialista francés François Mitterrand de no extraditar a los terroristas italianos de extrema izquierda refugiados en Francia, rompiendo así los acuerdos y decisiones tomados durante los llamados "años de plomo".
Esta doctrina se basa en la idea de que las leyes especiales (encarcelamiento basado únicamente en la sospecha, interrogatorios sin presencia de un abogado, castigo igual para los individuos que pertenecen al mismo grupo independientemente de la naturaleza de los delitos individuales cometidos, etc.) adoptadas por las autoridades italianas para combatir a los terroristas son contrarias a la concepción francesa del derecho.

## Los años de plomo
Durante la década de los 70 Italia sufrió una serie de atentados terroristas reivindicados por grupos tanto de extrema izquierda como de extrema derecha. Este período de crisis fue denominado posteriormente años de plomo por el plomo, con el que se simboliza a las balas y los tiroteos. Comienzan en 1969 con el atentado de la Piazza Fontana de Milán y en 11 años provocarán 363 muertos y 172 heridos graves (incluyendo incidentes gravísimos como la Matanza de Bolonia en 1980).
En los primeros años de la década fue la extrema derecha quien cometió las peores masacres pero a partir de 1975 la proporción se invierte y los grupos de izquierdas superan en asesinatos a los de derechas. El principal de estos grupos fueron las Brigadas Rojas (en italiano Brigate Rosse o simplemente BR), de ideología marxista-leninista que en 1978 llegó a secuestrar y asesinar al antiguo primer ministro Aldo Moro. Este asesinato significó el aislamiento político y endurecimiento de la persecución policial de las BR dentro del país y provocó que muchos de sus militantes huyeran a Francia.

## La actitud de Mitterrand
La línea a seguir con las extradiciones queda puesta de manifiesto a través de las distintas declaraciones públicas del presidente francés:
- El 1 de febrero de 1985 Mitterrand declaraba en Rennes al cabo de un discurso su protección a los terroristas refugiados que hubieran abandonado las armas:

Si bien he decidido la extradición sin el más mínimo remordimiento de un cierto número de hombres acusados de haber cometido crímenes no hago de ello una política. El derecho de asilo, que constituye un contrato entre el acogido y Francia que le acoge, ha sido y será siempre respetado si no se dan las circunstancias ni el momento de lo contrario. Rechazo considerar a priori como terroristas activos y peligrosos a aquellos hombres venidos especialmente de Italia mucho tiempo atrás de que ejerciera mis responsabilidades y que integrándose aquí y allá en el extrarradio parisino se han arrepentido... a medias o del todo... no lo sé y permanecido alejados de su actividad.

Hay entre ellos sin duda una treintena de terroristas activos e implacables. Son justamente aquellos que se escapan a nuestro control, esto es: ¡que no sabemos donde están! ¿Se dice que están en Francia? Francia es un país - sin que pueda saber de antemano qué pasará mañana - que ha vivido un camino que aún sangriento en exceso es menos sangriento que el de otros. Pero yo digo de forma clara: Francia es y será solidaria con sus socios europeos y desde el respeto de sus principios y sus leyes rechazará toda protección directa o indirecta al terrorismo real, activo y sangriento.

- En el informe tras una comida de trabajo con el primer ministro italiano Bettino Craxi el 22 de febrero de 1985 puede leerse:

Tenemos en torno a unos 300 italianos refugiados en Francia desde 1976 que desde que están con nosotros se han arrepentido y de los que nuestra policía no tiene queja alguna. Hay también una treintena de italianos que son peligrosos pero que permanecen en la clandestinidad. Lo primero que hay que hacer es encontrarlos. A continuación sólo serán extraditados si se demuestra que han cometido delitos de sangre. Si los jueces italianos nos envían sumarios serios que demuestren dichos crímenes y la justicia francesa da una opinión favorable entonces aceptaremos la extradición.

- El 21 de abril del mismo año precisaba frente al 65º congreso de la Liga de los Derechos del Hombre y el Ciudadano:

Los refugiados italianos que han participado en acciones terroristas antes de 1981 (...) han roto con la maquinaria infernal en la que se habían embarcado y afrontan una segunda fase de sus propias vidas insertándose en la sociedad francesa (...). He expresado al gobierno italiano que se encuentran al abrigo de toda sanción por vía de la extradición.

## Su puesta en práctica
Si bien la doctrina Mitterrand no tiene valor jurídico (en Francia las posibles declaraciones de un presidente a lo largo de su mandato no constituyen fuente de derecho para la acción de la justicia) lo cierto es que fue aplicada al 100% en el tiempo entre 1985 y la extradición en 2002 de Paolo Persichetti por parte del gobierno Raffarin.
Esta actitud francesa, que podría interpretarse como hostil hacia un país aliado y vecino, fue justificada por las autoridades galas por la poca claridad del contexto histórico (durante los años de la estrategia de la tensión abundaron los atentados bajo bandera falsa) y la iniquidad de la que acusaban a la justicia italiana a la hora de juzgar las acciones de los grupos de izquierdas y derechas (los autores de los atentados de la Piazza Fontana de Milán o del tren Italicus en Brescia nunca fueron juzgados y del de la estación de Bolonia sólo los autores materiales, nunca los cabecillas). Se criticaba así mismo la peculiar legislación italiana que incluía el delito de asociación subversiva (contrario a la libertad de conciencia) y permitía juicios en rebeldía poco conformes con la legalidad comunitaria y que tuvo que ser modificada en los años 90 para adaptarse a la Convención Europea de Derechos Humanos.
En el momento de dejar de aplicarse por los gobiernos de Jacques Chirac (sucesor de Mitterrand entre 1995 y 2007) esta política fue públicamente defendida por personalidades como la escritora Fred Vargas o el filósofo Bernard-Henri Lévy y asociaciones como el Partido Socialista Francés, Los Verdes, la Liga de los Derechos del Hombre, ATTAC o la fundación Danielle-Mitterrand.